# エンリケッタ・デステ

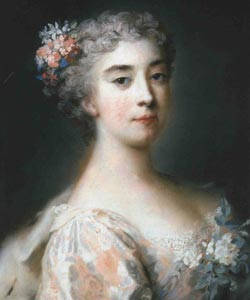
エンリケッタ、ロザルバ・カッリエーラ画、1723年、ウフィツィ美術館蔵

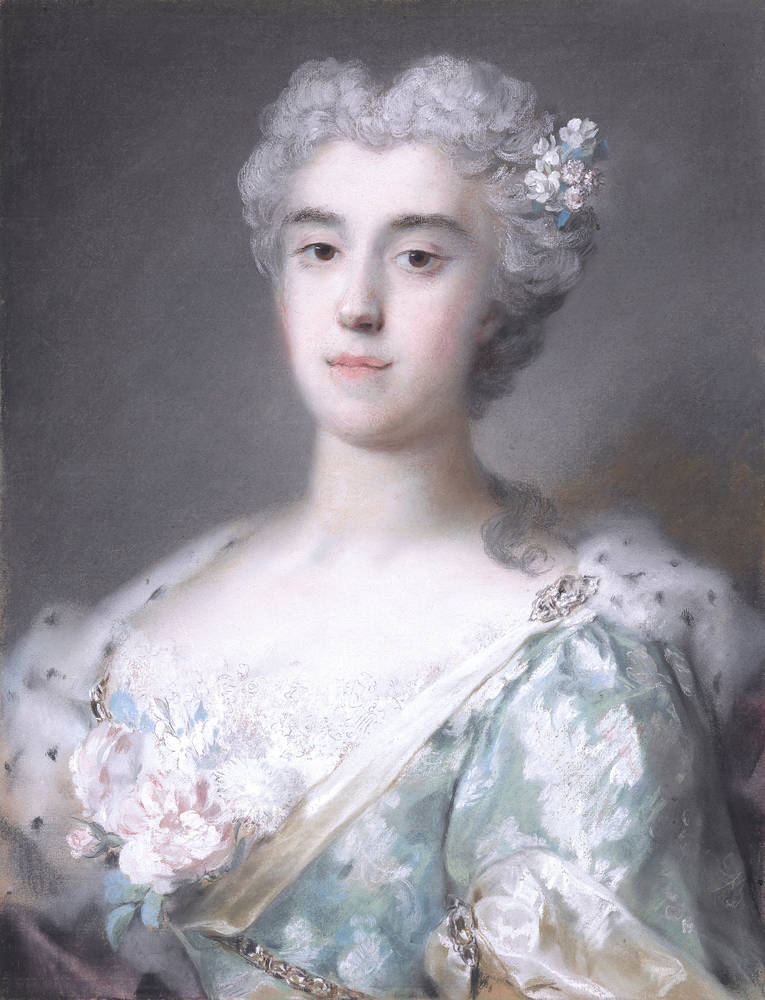
エンリケッタ、ロザルバ・カッリエーラによる別バージョン、1723年、アルテ・マイスター絵画館蔵

エンリケッタ・デステ（Enrichetta d'Este, 1702年2月27日 モデナ - 1777年1月30日 フィデンツァ）は、ファルネーゼ家統治期のパルマ・ピアチェンツァ公国における最後の公爵夫人であり、夫の死後短期間だが、偽装妊娠を根拠に同公国の摂政を務めた。

## 生涯
モデナ・レッジョ公リナルドとその妻のシャルロッテ・フェリーツィタスの間の三女。洗礼名は母方祖母のカレンベルク公爵夫人ベネディクタ・ヘンリエッテに因む。1725年、フランス王ルイ15世の17人のお妃候補の1人となるが、フランス王妃になるには家柄が低いことと、またフランスとオーストリアの間を行き来する父親の政治方針が問題視され、候補から退けられた。
その後、従兄のパルマ公アントニオ・ファルネーゼと婚約、1728年2月5日モデナで代理結婚式が行われ、兄フランチェスコ3世が花婿の代役を務めた。同年7月6日にパルマでの豪華な入市式が行われ、エンリケッタはサンミケーレ港で群衆から歓呼を受けた。アントニオはファルネーゼ家断絶を避けるべく、エンリケッタとの間に子を授かるよう努力したが、懐妊の兆候は表れなかった。
アントニオは1731年1月20日に死去した。公爵は死の前日、公爵夫人の懐妊を発表し、自分の死後は将来生まれてくる後継者のために、公爵夫人、パルマ司教、首席大臣及び2名の宮廷高官で構成される摂政委員会を設立するよう遺言した。この遺言には、生まれてくる子が女児だった場合、パルマの継承権はアントニオ公の兄の娘であるスペイン王妃エリザベッタ・ファルネーゼの最年長の息子ドン・カルロスに移るとされていた。スペイン勢力に対抗すべく、エンリケッタはオーストリア軍の支援を後ろ盾として、パルマの摂政権を単独で掌握した。
まもなく、エンリケッタの懐妊が事実かどうが疑問視する声が、孫のカルロスや娘のスペイン王妃の相続権を守ろうとする義姉ドロテア・ゾフィア太后や、パルマ公国を教皇領に回収しようとするローマ教皇から挙がった。対するエンリケッタは、パルマがスペインの手に落ちるのを防ぎたいオーストリアの支援を受けていた。摂政権を保持するため、彼女はスペインの要求に応じ、1731年5月医師団による懐妊の事実確認の検査を受けた。このニュースは地元パルマのみならず欧州の諸宮廷をも駆け巡った。
ところが、同年7月22日締結のウィーン条約では、1720年のハーグ条約の取り決めに基づいて、スペイン王子ドン・カルロスをパルマ・ピアチェンツァ公と認めることが公に宣言される。スペイン政府がエンリケッタの分娩の予定について公にすることを要求すると、神聖ローマ皇帝カール6世はエンリケッタに対する支援を取りやめ、偽装妊娠による政治工作を放棄した。
義姉ドロテア・ゾフィア太后は、娘のスペイン王妃の要求に応じて1731年9月13日再びエンリケッタの妊娠の真偽を検査させた。その結果、彼女は妊娠しておらず、従ってファルネーゼ家は男系が絶えたことが明らかになった。エンリケッタは摂政を直ちに廃され、新公爵となったが未成年のドン・カルロスの摂政にはその祖母ドロテア・ゾフィア太后が就いた。
父モデナ公爵は娘の帰郷を許さなかったため、公爵未亡人エンリチェッタはコロルノ宮殿に移され、同宮殿でスイス人衛兵隊の警護のもと事実上の幽閉状態に置かれた。1731年12月には、新摂政ドロテア・ゾフィア太后にパルマ公爵家代々の宝飾品を返還するという名目で、パルマ公爵宮殿に連れ戻された。パルマ召喚後、エンリケッタはピアチェンツァ、ボルゴ・サン・ドミンゴ、コルテマッジョーレなどを訪れて過ごした。
1740年3月23日ピアチェンツァにおいて、神聖ローマ皇帝に仕える陸軍元帥・マントヴァ総督だったフィリップ・フォン・ヘッセン＝ダルムシュタット公子の末息子レオポルト・フォン・ヘッセン＝ダルムシュタット公子と再婚する。夫は最終的に皇帝軍中将となったが、1764年死別、2人の間に子はなかった。エンリケッタは1777年に74歳で亡くなり、フィデンツァのカプチン会修道院墓地に葬られた。

## 引用・脚注
1. ↑  Edmond et Jules de Goncourt: La duchesse de Châteauroux et ses soeurs, Paris, 1906
2. ↑  “ENRICHETTA MARIA d'Este, duchessa di Parma e Piacenza in "Dizionario Biografico"”. 2023年5月13日閲覧。
3. ↑  “ENRICHETTA MARIA d'Este, duchessa di Parma e Piacenza in "Dizionario Biografico"”. 2023年5月13日閲覧。
4. ↑  “ENRICHETTA MARIA d'Este, duchessa di Parma e Piacenza in "Dizionario Biografico"”. 2023年5月13日閲覧。
5. ↑  “ENRICHETTA MARIA d'Este, duchessa di Parma e Piacenza in "Dizionario Biografico"”. 2023年5月13日閲覧。